# Urum
Urum (in greco Ουρούμ?, turco e tataro di Crimea: Urum) è un termine un tempo utilizzato da alcuni popoli di lingua turca (turchi e Tatari di Crimea) per riferirsi ai Greci che vivevano negli stati ottomani, soprattutto nell'impero ottomano e in Crimea. Oggi il termine urum è utilizzato per designare esclusivamente i greci turcofoni e la loro lingua.

## Etimologia
Il termine urum deriva dall'arabo روم rûm /rûmi (fr. roumi) «romano», nel senso di «romeo» (abitante dell'Impero romano d'Oriente, ossia bizantino). 